# Star 944
Le Star 944 est un camion polonais fabriqué entre 2000 et 2006 par Fabryka Samochodów Ciężarowych „Star”.

## Historique

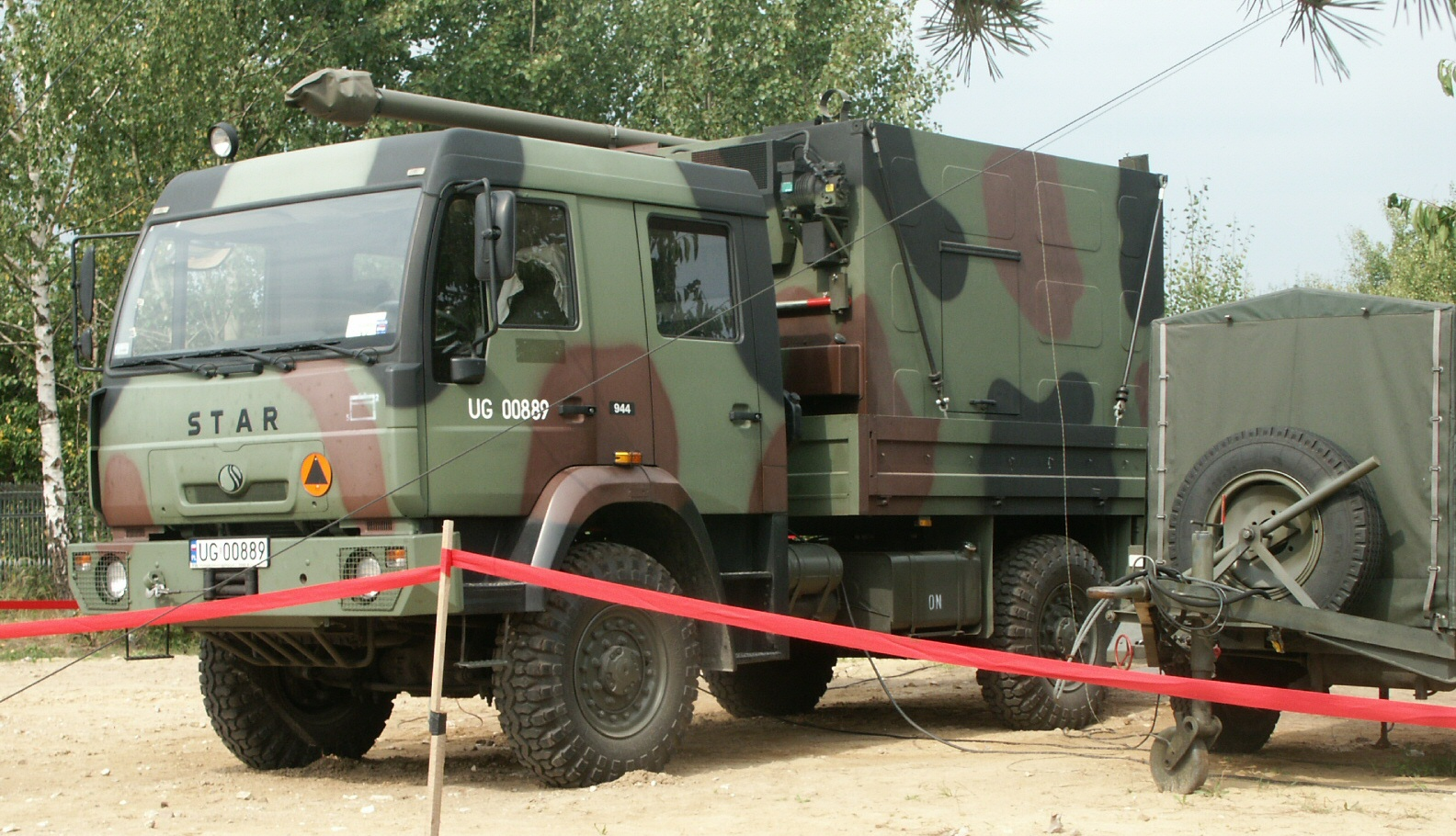
Star 944 camion de transmission

Le Star 944 est présenté en 1999. La production en série commence un an plus tard. Il est le successeur du Star 744 et remplace en partie le Star 266.

### Star 944 Hiena

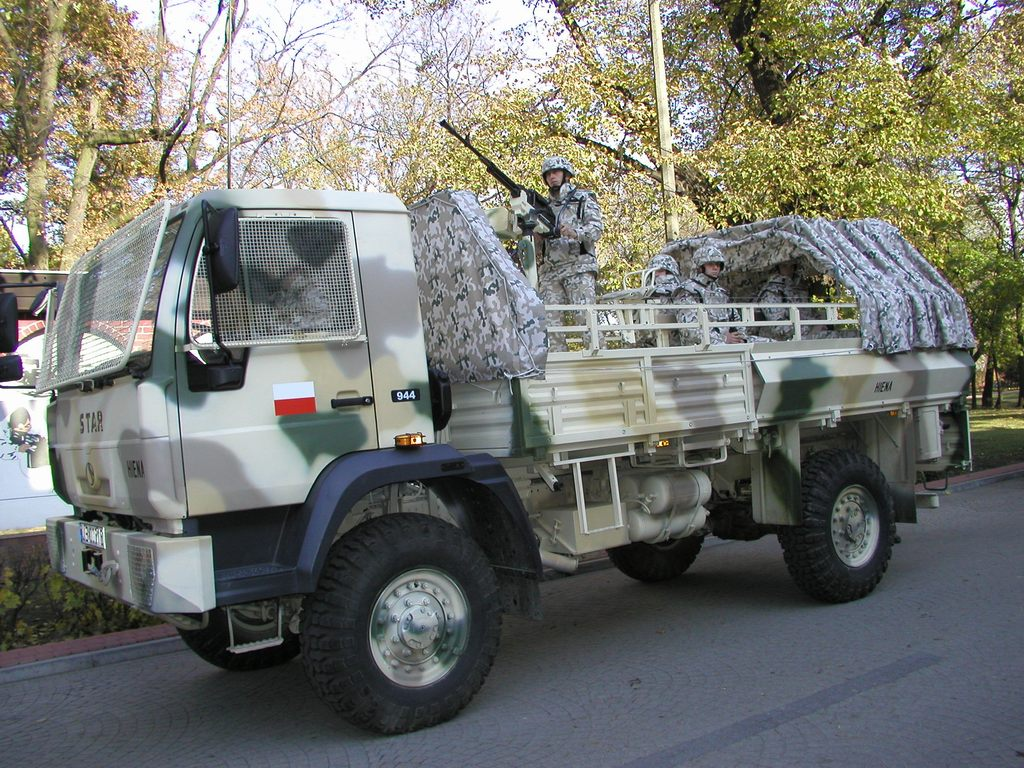
Star 944 Hiena

En 2004 commencent des travaux afin de moderniser le Star 944 pour les besoins de l'Armée polonaise en Irak. La nouvelle version adaptée aux conditions de guerre est désignée Star 944 Hiena.
La modification principale consiste à équiper le camion de mitrailleuse NVS 12.7 Utes. La mitrailleuse est fixée sur la partie avant de la caisse, un siège pour le tireur a également été monté ainsi que des fixations pour des caisses de munition. En outre le Star 944 Hiena est adapté pour transporter un groupe de soldats. En arrière de la caisse deux bancs sont mis en place (dos à dos). Afin d'assurer une protection contre les mines, les éclats et les tirs d'armes légères, le camion est partiellement blindé (en utilisant l'acier et des matériaux composites). Le fond de la caisse, la cabine et les portières reçoivent un revêtement anti-éclats LIM-33. Pour finir le Star 944 Hiena est peint en camouflage du désert.

### Star 944P
Le Star 944 est une version dotée d'un blindage conforme au niveau 1 de STANAG 4569. Ce modèle a été construit aux Ateliers techniques de Nowy Dwór Mazowiecki dans les années 2007-2008.
Fin 2007 le prototype a été soumis aux tests à l'Institut militaire technique des automobiles blindées (Wojskowy Instytut Techniki Pancernej i Samochodowej) à Sulejówek. Les résultats des tests sont satisfaisants. La résistance balistique du véhicule a également été vérifiée.